# Michel Duchein
Michel Duchein est un archiviste, un historien, un romancier et un traducteur français, né à Sedan le 4 décembre 1926 et mort le 5 août 2021 à Drancy.

## Biographie
Michel Duchein est un archiviste paléographe issu de la promotion de 1949. Il obtient une licence en histoire en 1952 à l'Université de Bordeaux. Il exerce ensuite dans différents services d'archives, devenant conservateur en chef en 1970 puis inspecteur général des Archives de France en 1978.
Il est l'auteur de plusieurs biographies consacrées à divers souverains britanniques, principalement de la maison Tudor et Stuart.
Sous le pseudonyme de Marc Daniel, il écrit de nombreux articles dans la revue du Mouvement homosexuel de France Arcadie.
Sous celui de Marc Delory, il écrit un roman policier, Bateau en Espagne, avec lequel il est lauréat en 1965 du grand prix de littérature policière.
Il a également traduit en langue française différents auteurs de romans policiers, comme Josephine Tey, Ruth Rendell, Shelley Smith, Celia Fremlin, Isaac Asimov, John Bingham, Ngaio Marsh, William Green, Nicholas Blake, Patricia McGerr ou Christopher Hale.

## Publications

### Sous le nom de Michel Duchein
- 1985 : Jacques Ier Stuart, Fayard (prix XVIIe siècle en 1986).
- 1985 : Les Bâtiments d'archives, construction et équipements, Paris, Direction des archives nationales, la Documentation française, 1985, 256 p.
- 1987 : Marie Stuart, Fayard.
- 1992 : Élisabeth Ire d'Angleterre : le pouvoir de la séduction, Fayard (prix Jackie-Bouquin en 1992).
- 1995 : Archives de l'Occident : les Temps modernes (1559-1700), Fayard.
- 1998 : Histoire de l'Écosse, Fayard.
- 2000 : Charles Ier : l'honneur et la fidélité, Payot.
- 2001 : Le duc de Buckingham, Fayard.
- 2002 : Marie Stuart et le bâtard d'Écosse, Privat.
- 2006 : Les derniers Stuarts, 1660-1807, Fayard.
- 2010 : 50 années qui ébranlèrent l'Angleterre : les deux révolutions du XVIIe siècle.
- 2013 : Histoire de l'Écosse : des origines à 2013, Tallandier (édition revue et augmentée).

### Sous le pseudonyme de Marc Delory
- 1964 : Bateau en Espagne, coll. « Crime-club », no 230 (Grand prix de littérature policière en 1965)

### Sous le pseudonyme de Marc Daniel
De très nombreux articles sur l'histoire de l'homosexualité dans la revue française mensuelle Arcadie.

## Distinctions
- Prix XVIIe-Siècle 1986 pour Jacques Ier Stuart, roi de la paix.
- Grand prix de littérature policière 1965 : prix du meilleur roman français pour Bateau en Espagne[5].
- Prix Jackie-Bouquin 1992 pour Élisabeth Ire d'Angleterre.